# Adrian Frutiger
|  | Aquest article tracta sobre el tipògraf i dissenyador suís Adrian Frutiger. Si cerqueu la lletra tipogràfica Frutiger que va dissenyar, vegeu «Frutiger (tipus de lletra)». |

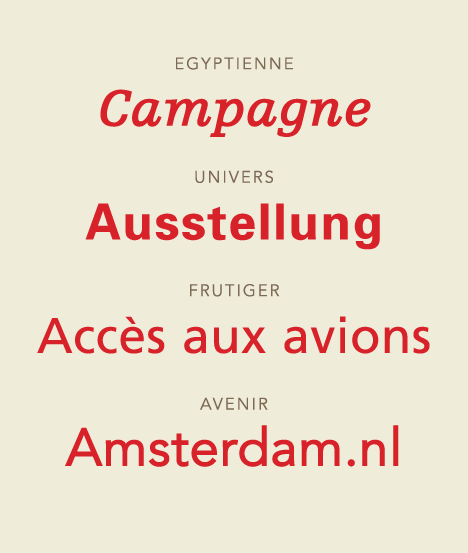
Exemples de creacions d'Adrian Frutiger

Adrian Frutiger (Unterseen, 24 de març de 1928 - Bremgarten bei Bern, 10 de setembre de 2015), fou un dels tipògrafs més prestigiosos del segle xx. Amb les seves creacions impulsà de manera decisiva la tipografia.
És especialment conegut per ser el creador de les lletres tipogràfiques Univers i Frutiger. A part de dissenyar lletres tipogràfiques, també és el creador d'una gran col·lecció de dibuixos, gravats, signes i formes lliures que estan documentades en el llibre "Hommage à Adrian Frutiger" i conté 250 reproduccions.

## Estudis i treball
Va néixer el 24 de març de 1928 a Unterseen (Suïssa). Des de petit havia somniat ser escultor. Més tard, cadascuna de les seves obres han estat influenciades pel seu amor per l'escultura.
Va aprendre l'ofici de tipògraf en una impremta del seu poble natal, la impremta Otto Schaeffli, a la qual va entrar als 16 anys com aprenent. Allà va descobrir que volia ser dissenyador de tipus de lletra i dibuixant.
El 1949 va entrar a l'Escola d'Arts i Oficis de Zuric. Els estudis consistien en un any de preparació i tres anys sobre el disseny de les tipografies; estudis que combina amb la seva feina en la impremta. Va estudiar fins al 1951. En aquest període de la seva vida, dos professors el varen marcar profundament: Alfred Willimann amb les seves classes de cal·ligrafia, i Walter Käch amb qui estudiava el dibuix de lletres.
Per al seu treball de Graduació va fer un estudi de l'evolució de l'escriptura occidental, des de les capitals gregues fins a la minúscula romana. El va presentar gravat sobre taules de fusta. S'hi representaven: l'escriptura lapidària grega (s. VIII-VII aC), l'antiga cursiva romana (s. I), primeres capitals romanes (s. I), capitals romanes (s. II), uncials romanes d'Orient (segle iii), capitals quadrades (s. IV), semiuncials romanes (s. IV), rústica (segles iv–v), uncials llatines (s. VII-VIII), semiuncials irlandeses - anglosaxones (s. VIII), minúscula carolíngia (segle ix), minúscula carolíngia (s. X-XIII), gòtica primitiva (segle xiv), gòtica textura (s. XV), gòtica rotunda (s. XV), majúscula humanista (s. XV), cursiva humanista (s. XVI).
Tant va ser l'èxit d'aquest treball que la Federació d'Impressors Suïssos va imprimir-ne mil exemplars i el 1951 va rebre un premi del Ministeri de l'Interior.
També, afavorit per l'èxit obtingut amb aquest estudi, aquell mateix any va entrar a treballar a la foneria francesa Deberny & Peignot.
Un any més tard, Charles Peignot, president de la foneria Deberny & Peignot va viatjar als Estats Units amb la intenció d'adquirir els drets per a tot Europa de la Photon-Lumitype, una màquina de composició de tipografies mitjançant tècniques fotogràfiques. Adrian Frutiger va ser l'encarregat de redibuixar les lletres de molts de tipus clàssics per adaptar-les a la Lumitype i en va dissenyar de noves, com la Univers o la Meridien.
Amb la foneria Deberny & Peignot hi treballa nou anys, fins al 1960. Any en què obre el seu propi estudi gràfic en Arcueil, prop de París, amb Bruno Pfäffli i André Gürtler. En aquest estudi encara hi treballa Bruno Pfäffli.
Va ser professor a temps parcial a l'Ecole Estienne i a l'Ecole Nationale Supérieure des Arts Décoratifs.
El 1994, Adrian Frutiger va tornar a Suïssa i va establir el seu estudi a Bermgarten (Berna).

## Llibres
- “Der Mensch und seine Zeichen” (1978) - Edició castellana: "Signos, símbolos, marcas y señales" - Editorial Gustavo Gili (1981)- ISBN 978-84-252-2085-2.

Es considera una obra de referència sobre la teoria dels signes per a aplicacions gràfiques pràctiques. És una anàlisi de la comprensió formal del signe i els seus aspectes culturals i psicològics. Exposa els sistemes de signes que han desenvolupat les principals cultures al llarg de la història.
- “À bâtons rompus. Ce qu'il faut savoir du caractère typographique”' Atelier Perrousseaux (2001) - Edició castellana: “En torno a la tipografía” - Editorial Gustavo Gili (2002) – ISBN 978-84-252-1916-0

En aquest llibre fa un repàs ràpid a la història de la tipografia amb pàgines il·lustrades amb esquemes i dibuixos. En un segon mòdul estudia les grans famílies de tipus de lletres i les tècniques d'impressió. Fa una curiosa comparació dels tipus amb objectes quotidians de l'època en què es varen crear.
Tracta també els criteris de legibilitat i la importància dels blancs de les lletres i realitza un recorregut per les seves creacions més importants com la Univers o la Frutiger.
- “Reflexiones sobre signos y caracteres” – Editorial Gustavo Gili – ISBN 978-84-252-2160-6

En una primera part del llibre, reflexiona sobre l'origen dels símbols fins a l'època actual. Una segona part del llibre és dedicada a les mans.
- “Buch der Schriften”, Marix Verlag GmbH, Viesbaden 2005 – Edició Castellana: “El libro de la tipografía”, Editorial Gustavo Gili, SL, Barcelona, 2007 – ISBN 978-84-252-2162-0.

En aquest llibre fa un recorregut per la seva vida, explicant l'evolució de la tipografia i els seus canvis estètics. Té un apartat per als signes, logotips i dissenys corporatius i un altre de fonaments bàsics de la tipografia destinats a nous dissenyadors de tipus.

## Lletres tipogràfiques destacades

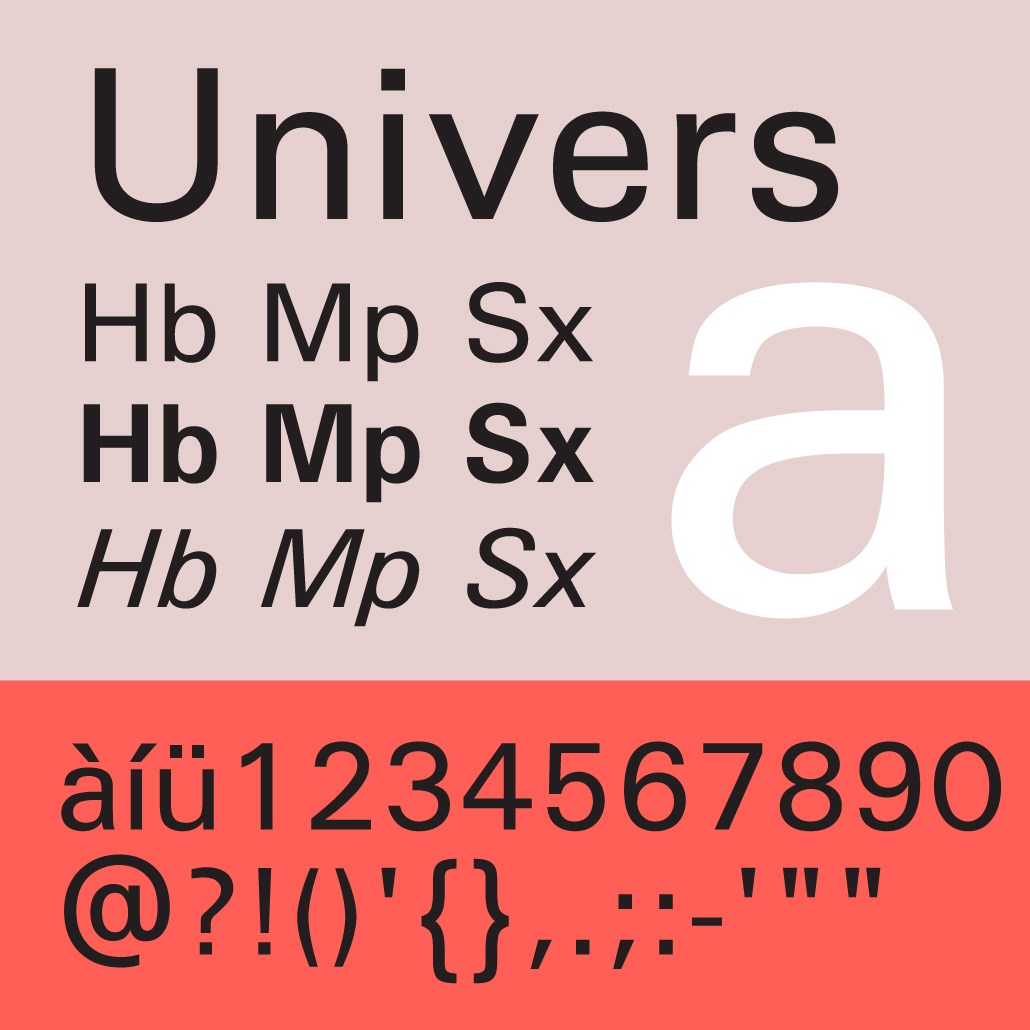
Mostra de la Univers (1957)

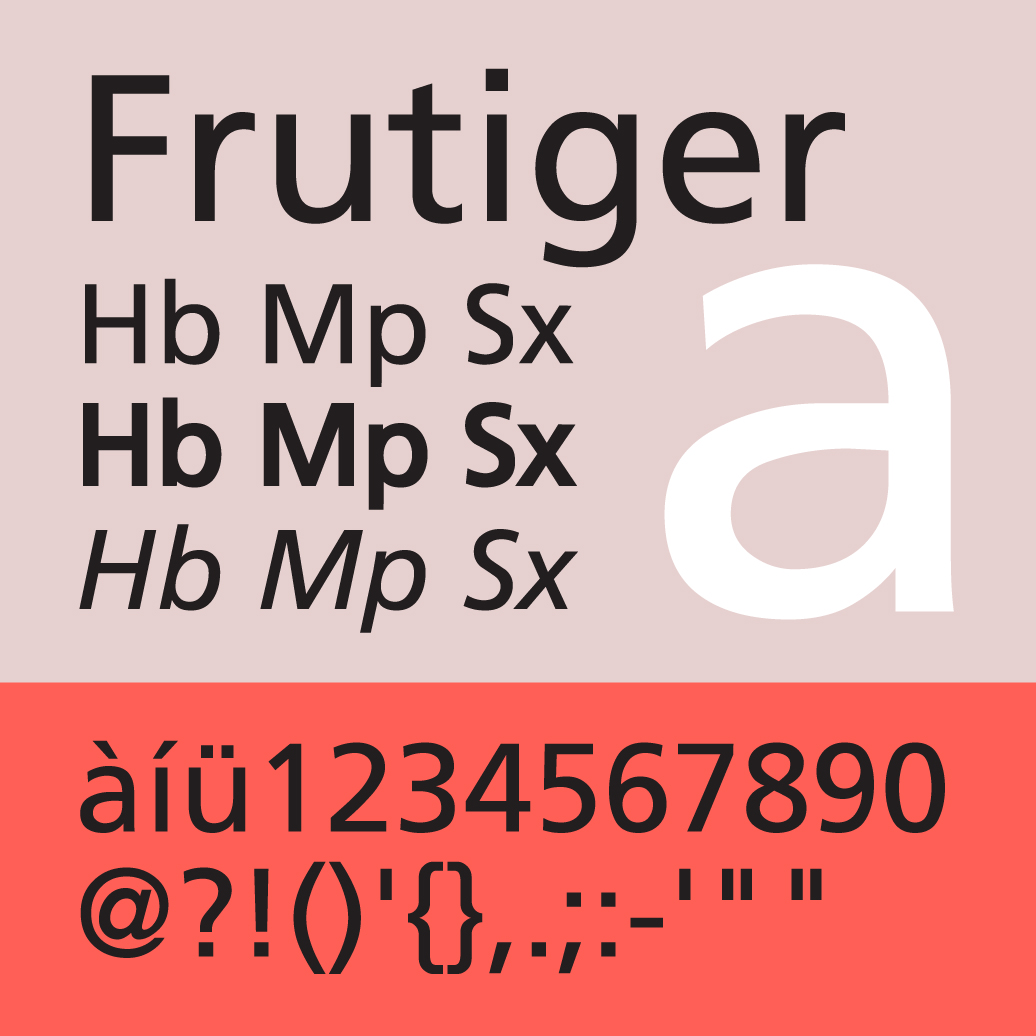
Mostra de la Frutiger (1976)

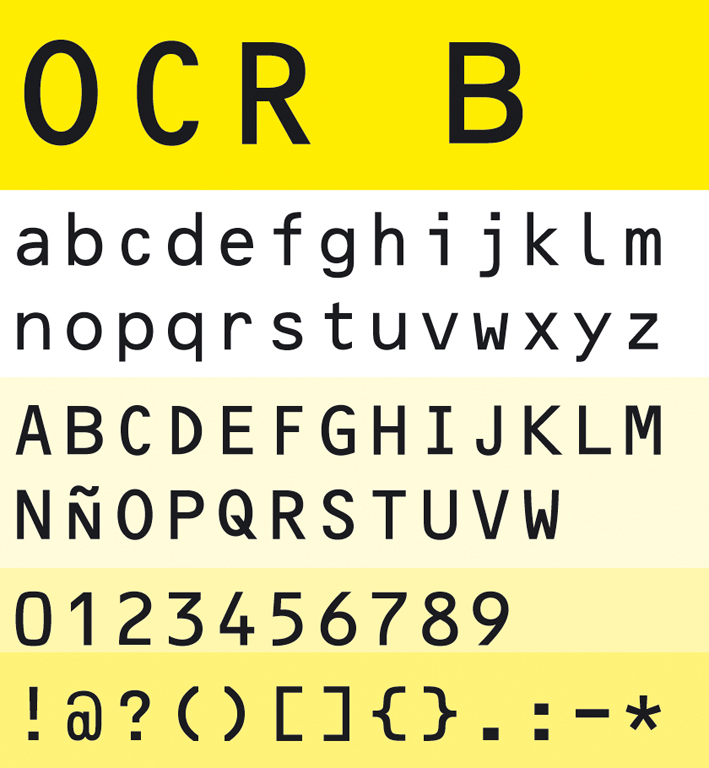
Mostra de l'OCR-B (1968)

La creació més famosa d'Adrian Frutiger és l'Univers (1957), una lletra tipogràfica de pal sec. Va ser creada per a millorar les tipografies de l'època que no s'adaptaven bé als sistemes de fotocomposició. La família Univers es considera una de les lletres tipogràfiques més importants del segle xx. Consisteix en vint sèries que s'adapten a totes les tècniques de composició (a mà, composició de plom, digitals i màquines d'escriure). Amb la Univers va crear un sistema de classificació que consistia a definir la lletra amb un sistema numèric de dues xifres, sistema que actualment utilitzen altres tipografies.
Una altra creació destacada fou l'OCR-B (1968), ideada per seguir l'estàndard de reconeixement òptic de l'ECMA International. Aquesta creació d'Adrian Frutiger va ser acceptada el 1973 com a norma ISO (1073/II-1976 (E). S'utilitza en les targetes de crèdit i els xecs bancaris.
Una altra de les seves creacions és la Roissy, anomenada més tard Frutiger (1976) també de pal sec, dissenyada per a l'aeroport Charles de Gaulle de París. És una de les primeres lletres tipogràfiques dissenyades exclusivament per a ser reconeguda instantàniament a llargues distàncies.

## Premis
- 1986: Premi Gutenberg, Mainz (Alemanya)
- 1987: Medalla de la Type Directors Club de Nova York
- 1990: Oficial de l'Ordre de les Arts i les Lletres (París)
- 1993: Gran Premi Nacional d'Arts Gràfiques (França)
- 2006 –Premi tipografia rebut de la Societat d'Aficionats tipogràfics (SOTA) per a la seva contribució a les fonts del segle xx i XXI